# Frauweiler

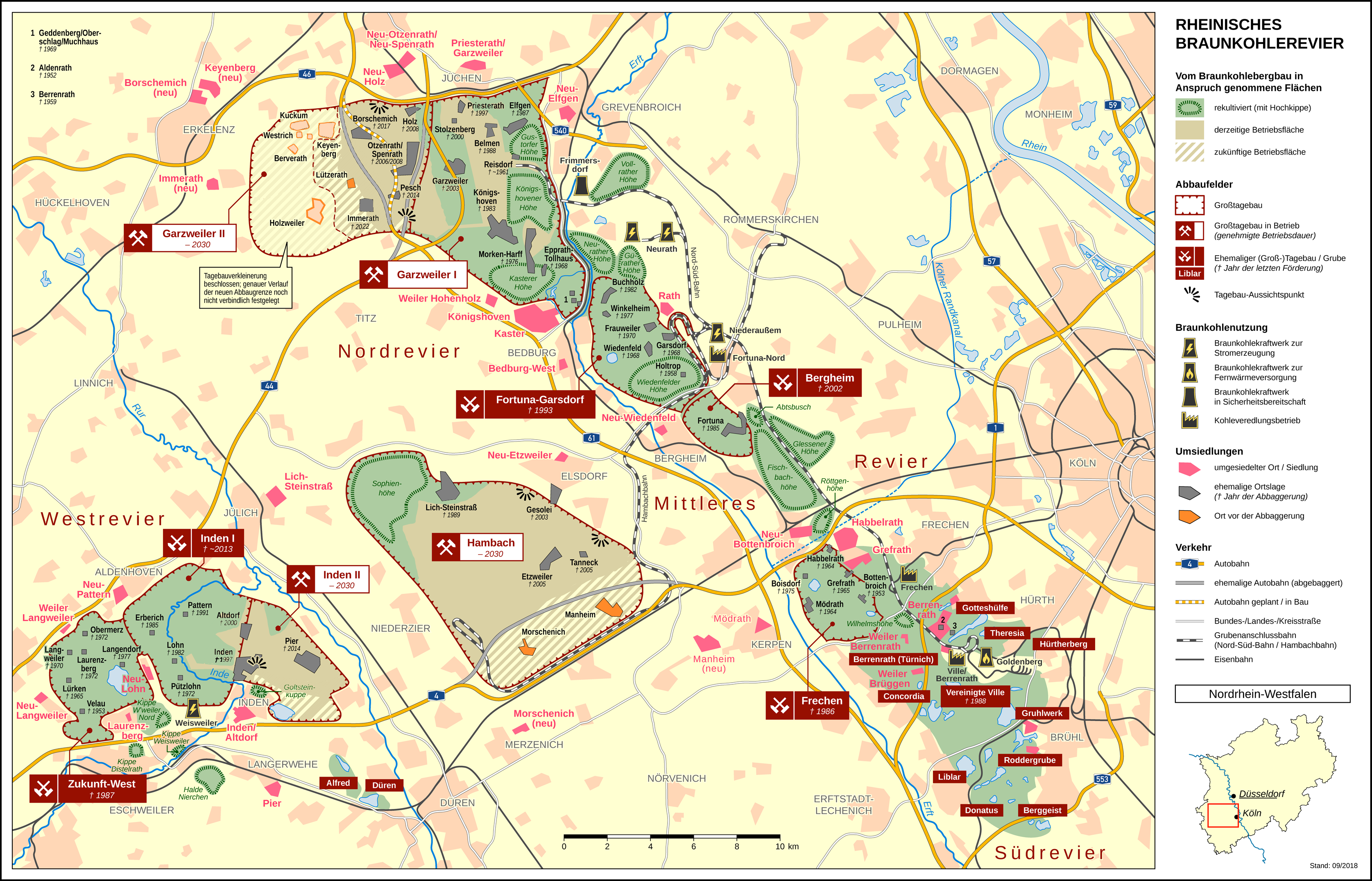
Lage des ehemaligen Ortes Frauweiler im Rheinischen Braunkohlerevier

Frauweiler war ein Ortsteil der Stadt Bedburg auf dem Gebiet des Tagebaus Fortuna-Garsdorf. Der Ort wurde bis 1965 gemeinsam mit Garsdorf nach Bedburg-Rath umgesiedelt.

## Geschichte

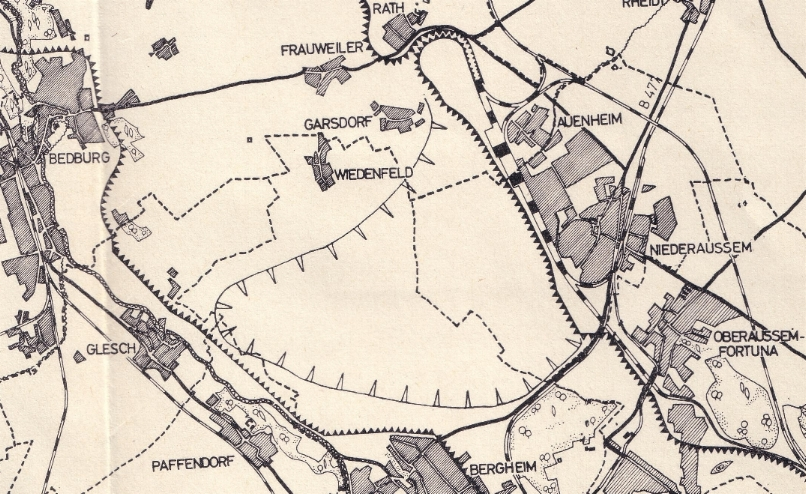
Frühere Lage des Ortes

Unter dem Namen „Wylre“ wird Frauweiler zum ersten Mal 1117 in einer kirchlichen Urkunde erwähnt. Die Witwe des Grafen von Liedberg trat damals mit ihren Töchtern ins Kloster Dünnwald ein und vermachte ihren Besitz zwischen Bedburg und Auenheim der Kirche. Später tauchte der Ort auch unter den Namen Wilzau oder Wilre-Au auf. Durch das spätere Kloster tauchte schließlich der Name „Frauweiler“ auf.
Im Jahre 1404 wird erwähnt, dass gerade einmal sieben Häuser und eine Kapelle im Ort stehen. Kirchlich gesehen gehörte Frauweiler zum Kirchspiel Auenheim. Die „weltlichen“ Herrscher waren die Herren von Bedburg. 1452 rief Gumprecht II. von Neuenahr, Herr zu Garsdorf und Bedburg, drei Schwestern vom Orden des Hl. Franziskus zu sich und schenkte ihnen die Kapelle in Frauweiler. Die Schwestern machten aus der kleinen Bauern-Kapelle ein Kloster, das sehr zum Missfallen des Pfarrers von Auenheim schnell an Bedeutung gewann.
Über die Jahre wuchs das Kloster. Ein Mädchenpensionat wurde eingerichtet und Landwirtschaft betrieben. Durch Kriege im 17. Jahrhundert zerfiel das Kloster. Die Franziskanerinnen übergaben das Kloster an die Benediktinermönche. Unter Napoleon wurde das Kloster aufgelöst, Invaliden und Familien aus dem Elsass zogen nun ein. Aus dem Kloster wurde später eine normale Pfarrkirche, St. Luzia, bis Rheinbraun das Gotteshaus aufkaufte und abbrach. 
Über die Jahrhunderte hinweg war Frauweiler von der Landwirtschaft geprägt. Durch den Bergbau änderte sich dies. Etwa zur Mitte der 1950er Jahre war Frauweiler zum Wohnort für Industriearbeiter geworden. Bis schließlich Ende der 1960er die Bagger anrückten und Frauweiler zusammen mit Garsdorf nach Bedburg-Rath umgesiedelt wurde. Der Nachbarort Wiedenfeld wurde Bergheim angegliedert.